# Stephen Ettinger
Stephen Ettinger (nascido em 28 de abril de 1989) é um ciclista estadunidense. Especializado em ciclismo de montanha, Ettinger competiu nos Jogos Pan-Americanos de 2015.